# Phomopsis musicola
Phomopsis musicola är en svampart som först beskrevs av F. Stevens & E. Young, och fick sitt nu gällande namn av Punith. 1975. Phomopsis musicola ingår i släktet Phomopsis och familjen Diaporthaceae.   Inga underarter finns listade i Catalogue of Life.